# Clase FP
La clase FP (Flower-Palmette-Class, clase de flores y palmetas) es una forma especial del kílix ático relacionado con la copa de ojos.
Una característica de la clase FP es la decoración floral de un diseño particular de los copas bajo las asas, junto a las cuales se pintan una gran palmeta negra aplicada horizontalmente y varias palmetas laterales más pequeñas y volutas. Estas decoraciones sustituyen los ojos que suelen aplicarse a las copas de este tipo.